# Milton Rogovin
Milton Rogovin, né le 30 décembre 1909 à New York et mort le 18 janvier 2011  à Buffalo, est un photographe américain et militant syndical. Sympathisant du Parti communiste, il est connu pour ses sujets sociaux, et fut également photojournaliste.

## Biographie
Milton Rogovin est un photographe documentaire, dans la lignée de Lewis Wickes Hine, Jacob Riis et Dorothea Lange.
Né à New York, Rogovin s'installa en 1938 à Buffalo (New York) après sa sortie de l'Université Columbia. Marqué par la Grande Dépression, il devient syndicaliste et compagnon de route du Parti communiste.
Après la Seconde Guerre mondiale, il est victime du maccarthysme: la Commission des activités antiaméricaines le convoque en 1957. Rogovin refuse alors de répondre. Dénoncé comme un « rouge » par la presse, il perd des clients.
Il photographie alors les pauvres, déclarant au New York Times, en 2003: « les riches ont leurs propres photographes » . Avec son Rolleiflex, il travaille sur le monde de la mine, photographiant les mineurs aux États-Unis, notamment au Kentucky, et en Europe à partir de 1962. L'une de ses séries les plus connues est effectuée en 1961, Milton Rogovin photographiant la sortie de l'église dans les quartiers pauvres de l'est de Buffalo, majoritairement habités par les Noirs . Ces portraits furent publiés dans la revue Aperture . Il continua à photographier les oubliés de Buffalo, travail qui l'occupa de 1972 à 1999, enseignant également la photographie documentaire à l'Université de Buffalo de 1972 à 1974. 
Invité par Pablo Neruda avec qui il publie un livre, il photographie aussi les paysans du Chili.
Il meurt le 18 janvier 2011 à 101 ans, ayant participé lors des dernières années aux marches pacifistes contre la guerre en Irak. Ses archives et négatifs furent déposés en 1999 à la Bibliothèque du Congrès, tandis que le Center for Creative Photography de Tucson (Arizona) acheta en 2007 plus de 3 000 tirages de Milton Rogovin.

## Collections
- Bibliothèque du Congrès
- Getty Center
- Centre de la photographie créative, Arizona, États-Unis

## Dernières expositions personnelles
- 2008, A Yemeni Community,  Dearborn, Michigan.
- 2007, Native American series, 1963-2002 Buffalo, New York et Niagara Falls, New York
- 2006, Milton Rogovin: Photographer, Tucson, Arizona.

## Prix et récompenses
1983 : prix W. Eugene Smith. 
2007 : prix Cornell-Capa.

## Publications (partielle)
- The Mining Photographs, éditions Getty Publications, 2005,  (ISBN 978-0-89236-811-2)
- Forgotten ones, éditions Quantuck Lane, 2003,  (ISBN 978-0-9714548-5-9)
- The Bonds Between Us: A Celebration of Family, éditions White Pine Press,  2002,  (ISBN 978-1-893996-02-1)
- Windows That Open Inward: Images of Chile, texte de Pablo Neruda, éditions  White Pine Press, 1984,  (ISBN 978-0-934834-51-3)